# Фултон (Каліфорнія)
Фултон (англ. Fulton) — переписна місцевість (CDP) в США, в окрузі Сонома штату Каліфорнія. Населення — 551 особа (2020).

## Географія
Фултон розташований за координатами 38°29′37″ пн. ш. 122°46′24″ зх. д. / 38.49361° пн. ш. 122.77333° зх. д. (38.493709, -122.773417).  За даними Бюро перепису населення США в 2010 році переписна місцевість мала площу 5,05 км², уся площа — суходіл.

## Демографія
Згідно з переписом 2010 року, у переписній місцевості мешкала 541 особа в 189 домогосподарствах у складі 125 родин. Густота населення становила 107 осіб/км².  Було 207 помешкань (41/км²).
Расовий склад населення:
| - 64,5 % — білих - 2,2 % — корінних американців - 2,0 % — азіатів - 0,6 % — чорних або афроамериканців - 0,2 % — вихідців з тихоокеанських островів - 27,5 % — осіб інших рас |

До двох чи більше рас належало 3,0 %. Частка іспаномовних становила 34,4 % від усіх жителів.
За віковим діапазоном населення розподілялося таким чином: 24,0 % — особи молодші 18 років, 64,0 % — особи у віці 18—64 років, 12,0 % — особи у віці 65 років та старші. Медіана віку мешканця становила 37,8 року. На 100 осіб жіночої статі у переписній місцевості припадало 100,4 чоловіків;  на 100 жінок у віці від 18 років та старших — 103,5 чоловіків також старших 18 років.
За межею бідності перебувало 40,8 % осіб, у тому числі 88,1 % дітей у віці до 18 років та 0,0 % осіб у віці 65 років та старших.
Цивільне працевлаштоване населення становило 308 осіб. Основні галузі зайнятості: будівництво — 32,5 %, роздрібна торгівля — 18,5 %, оптова торгівля — 18,2 %.